# Sonny Chiba
Sonny Chiba, japán művésznevén Csiba Sinicsi (千葉 真一; Hepburn: Chiba Shin'ichi; 1939. január 22. – 2021. augusztus 19.) japán színész és harcművész. Chiba az egyik első olyan színész volt, aki harcművészeti képességeinek köszönhetően lett híres, először csak Japánban, majd nemzetközileg is.

## Nevei
Maeda Szadaho (前田 禎穂; Hepburn: Maeda Sadaho) néven született, a Csiba Sinicsit művésznévként vette fel. Mikor a New Line Cinema 1974-ben kiadta az Egyesült Államokban a Gekitocu! Szacudzsin ken (激突! 殺人拳; Hepburn: Gekitotsu! Satsujin ken) című filmet Az utcai harcos címmel, Sonny Chiba néven került a plakátokra. Később a színész JJ Sonny Chiba verzióra módosította az angol művésznevét, ahol a JJ jelentése „Justice Japan”. Miután szerepelt a Fúrin kazan című televíziós sorozatban 2007-ben, a Csiba Sinicsi művésznevet nyugdíjazta, és innentől JJ Sonny Chibaként hivatkoztak rá színészi mivoltában, rendezőként pedig a Vacsinaga Rindó (和千永 倫道; Hepburn: Wachinaga Rindō) nevet használta.

## Élete és pályafutása

### Fiatalkora
Fukuokában született a Japán Birodalomban, öt gyermekből harmadikként. Édesapja pilóta volt a birodalmi légierőnél, édesanyja fiatalabb korában atletizált. Négyéves volt, mikor apját Kiszarazuba helyezték át, a család pedig Kimicuba költözött. Az általános iskola felső évfolyamait Kimicuban végezte, ahol a testnevelő tanár azt javasolta neki, hogy foglalkozzon tornával. Szeretett atletizálni is, baseballozni és röplabdázni, ezekben a sportágakban versenyzett is prefektúrai szinten. A középiskola harmadik évfolyamában tornában megnyerte a Japán Nemzeti Sportfesztivált. Imádta a westernfilmeket.

## Filmográfia

### Filmek
| Év   | Cím                                                                       | Szerep                           | Megjegyzés            |
| ---- | ------------------------------------------------------------------------- | -------------------------------- | --------------------- |
| 1961 | Police Department Story: Alibi                                            | Nakagava nyomozó                 |                       |
| 1961 | Police Department Story: The 15 Year Old Woman                            | Nakagava nyomozó                 |                       |
| 1961 | Drifting Detective: Tragedy in the Red Valley                             | Szaiondzsi Goró                  |                       |
| 1961 | Drifting Detective: Black Wind in the Harbor                              | Szaiondzsi Goró                  |                       |
| 1961 | Invasion of the Neptune Men                                               | Tacsibana Sinicsi/Iron Sharp     |                       |
| 1961 | Vigilante in the Funky Hat                                                | Tenka Icsiró                     |                       |
| 1961 | Police Department Story: Twelve Detectives                                | Nakagava nyomozó                 |                       |
| 1961 | Vigilante in the Funky Hat: The 20,000,000 Yen Arm                        | Tenka Icsiró                     |                       |
| 1961 | Shinto Boss Series: Employee Ishimatsu is the Man                         | Nagasima                         |                       |
| 1962 | The Kamikaze                                                              | Júki                             |                       |
| 1962 | Love School                                                               | Kogure Sinicsi                   |                       |
| 1962 | Escape: The 2/26 Incident                                                 | Sinohara közlegény               |                       |
| 1962 | For Love, the Sun, and the Gang                                           | Jamaucsi                         |                       |
| 1962 | Higher Than the Stars in the Sky                                          | Horimoto Josio                   |                       |
| 1962 | Tragedy of Twins                                                          | Maszaki                          |                       |
| 1962 | Four Sisters                                                              | Hajami Sinkicsi                  |                       |
| 1962 | Mid-August Commotion                                                      | Dr. Ómori                        |                       |
| 1962 | Gang vs G-Men                                                             | Kadzsi Oszamu                    |                       |
| 1962 | The Gambler                                                               | Móri                             |                       |
| 1962 | The Terrifying Witch                                                      | Sirono Daiszuke                  |                       |
| 1963 | Twins Searching for Mother                                                | Ume-szan                         |                       |
| 1963 | President Jiro and Employee Ishimatsu: Yasugi Bushi Road                  | Siomi Hirosi                     |                       |
| 1963 | The Violent Underworld                                                    | Icsinoki Kazuo                   |                       |
| 1963 | Special Tactical Police                                                   | Naitó nyomozó                    |                       |
| 1963 | Twins in the Meadow                                                       | Tomizava Kenicsi                 |                       |
| 1963 | Judo for Life                                                             | Hongó Siró                       |                       |
| 1963 | Special Tactical Police 2                                                 | Naitó nyomozó                    |                       |
| 1963 | Lure of A Killer                                                          | Dzsóno Daiszuke                  |                       |
| 1963 | Gambler Tales of Hasshu: A Man's Pledge                                   | Szataró                          |                       |
| 1963 | The Chivalrous of Asakusa                                                 | Hajama Sinszuke                  |                       |
| 1963 | The Navy                                                                  | Mutagucsi Takao                  |                       |
| 1963 | Yakuza's Song                                                             | Nitta Sundzsi                    |                       |
| 1963 | Gang Chusingura                                                           | Jató Sicsiró                     |                       |
| 1963 | White Ball                                                                | Ogivara Jóta                     |                       |
| 1963 | Life of Blackmail                                                         | Ozava Goró                       |                       |
| 1964 | Decree from Hell                                                          | Ómacu Sinicsi                    |                       |
| 1964 | Judo for Life: The Devil of Kodokan                                       | Hongó Siró                       |                       |
| 1964 | Tokyo Untouchable: Prostitution Underground Organization                  | Hamada Josio                     |                       |
| 1964 | Here Because of You                                                       | Jabuki Makoto                    |                       |
| 1964 | Dragon and Tiger Generation                                               | Macuhasi Sinicsi                 |                       |
| 1965 | Singing to Those Clouds                                                   | Tonomura Dzsun                   |                       |
| 1965 | That Cute Girl                                                            | Morimoto                         |                       |
| 1965 | Hey, Clouds!                                                              | Tacumi Szaburó                   |                       |
| 1965 | Tale of Japanese Burglars                                                 | Óki, ügyvéd                      |                       |
| 1965 | The Fugitive                                                              | Tateisi Szaburó                  |                       |
| 1965 | Yakuza G-Men: Meiji Underworld                                            | Sibajama Tóru                    |                       |
| 1965 | A Villain's Code Of Honor                                                 | Dzsinnai Sóicsi                  |                       |
| 1965 | Abashiri Prison: Hokkai Territory                                         | Hajama                           |                       |
| 1966 | Bitches of the Night                                                      | Ócuki Tacuo                      |                       |
| 1966 | Kamikaze Man: Duel at Noon                                                | Mitarai Ken                      |                       |
| 1966 | Terror Beneath the Sea                                                    | Abe                              |                       |
| 1966 | Abashiri Prison: Duel in the South                                        | Tanimura                         |                       |
| 1966 | Dash to the Sun                                                           | Sindó Takahasi                   |                       |
| 1966 | Game of Chance                                                            | Endó Bungo                       |                       |
| 1966 | Ógon Bat                                                                  | Dr. Jamatone                     |                       |
| 1967 | Sosiki Bórjoku                                                            | Takaszugi Sindzsi                |                       |
| 1967 | Game of Chance 2                                                          | Endó Bungo                       |                       |
| 1967 | Diaries of the Kamikaze                                                   | Hanzava                          |                       |
| 1967 | The North Sea Chivalry                                                    | Aida Súicsi                      |                       |
| 1967 | King of Gangsters                                                         | Macumoto                         |                       |
| 1967 | Game of Chance 3                                                          | Endó Bungo                       |                       |
| 1967 | Kawachi Chivalry                                                          | Szugimoto Komakicsi              |                       |
| 1968 | Human Torpedoes: Kaiten Special Attack Force                              | Takigucsi                        |                       |
| 1968 | Army Intelligence 33                                                      | Jamamoto Kazuo                   |                       |
| 1968 | The Young Eagles of the Kamikaze                                          | Kodama                           |                       |
| 1969 | Delinquent Boss: Ocho the She-Wolf                                        | Fudzsiki Micuo                   |                       |
| 1969 | Memoir of Japanese Assassins                                              | Onuma Tadasi                     |                       |
| 1970 | Jakuza deka                                                               | Hajata Siró                      |                       |
| 1970 | Yakuza Cop 2: Marijuana Trafficking Syndicate                             | Hajata Siró                      |                       |
| 1970 | The Last Suicide Squad                                                    | Misima                           |                       |
| 1971 | Yakuza Cop 3: Poison Gas Affair                                           | Hajata Siró                      |                       |
| 1971 | Yakuza Cop 4: No Epitaphs for Us                                          | Hajata Siró                      |                       |
| 1972 | Yakuza Wolf: I Perform Murder                                             | Himuro Gószuke                   |                       |
| 1972 | Vice G-Men                                                                | Kikucsi Jaszuo                   |                       |
| 1972 | Wandering Ginza Butterfly 2: She-Cat Gambler                              | Azuma Rjúdzsi                    |                       |
| 1972 | Yakuza Wolf 2: Extend My Condolences                                      | Ibuki Tóru                       |                       |
| 1972 | Vice G-Men 2: Terrifying Flesh Hell                                       | Kikucsi Haruo                    |                       |
| 1973 | Battles Without Honor and Humanity: Deadly Fight in Hiroshima             | Ótomo Kacutosi                   |                       |
| 1973 | Karate Kiba                                                               | Kiba Naoto                       |                       |
| 1973 | Tokyo-Seoul-Bangkok Drug Triangle                                         | Vada Tacuja                      |                       |
| 1973 | Karate Kiba 2                                                             | Kiba Naoto                       |                       |
| 1974 | Az utcai harcos                                                           | Curugi Takuma                    |                       |
| 1974 | Return of the Street Fighter                                              | Curugi Takuma                    |                       |
| 1974 | Military Spy School                                                       | Kikucsi Icsiró                   |                       |
| 1974 | The Executioner                                                           | Rjúicsi                          |                       |
| 1974 | Sister Street Fighter                                                     | Hibiki Szeiicsi                  |                       |
| 1974 | Az utcai harcos bosszúja                                                  | Curugi Takuma                    |                       |
| 1974 | The Executioner II: Karate Inferno                                        | Rjúicsi                          |                       |
| 1975 | Killing Machine                                                           | Szó Dósin                        |                       |
| 1975 | Young Nobility: Maki of the 13 Steps                                      | Hjúga Kenicsi                    |                       |
| 1975 | Wolfguy: Enraged Lycanthrope                                              | Inugami Akira                    |                       |
| 1975 | The Bullet Train                                                          | Aoki                             |                       |
| 1975 | Champion of Death                                                         | Ójama Maszutacu                  |                       |
| 1975 | Detonation: Violent Riders                                                | Cugami                           |                       |
| 1975 | New Battles Without Honor and Humanity: The Boss's Head                   | Bartender                        | nincs a stáblistában  |
| 1975 | The Defensive Power of Aikido                                             | Natori Sinbei                    |                       |
| 1975 | Karate Bearfighter                                                        | Ójama Maszutacu                  |                       |
| 1976 | Sárkány hercegnő                                                          | Higaki Issin                     |                       |
| 1976 | Yokohama Underworld: Machine Gun Dragons                                  | Komacu Keiicsi                   |                       |
| 1976 | Karate Warriors                                                           | Szakata Súhei                    |                       |
| 1976 | The Rugby Star                                                            | Ótate Rikio                      |                       |
| 1976 | Jail Breakers                                                             | Kangi Vataru                     |                       |
| 1976 | Okinawa Yakuza War                                                        | Kunigami Szeigó                  |                       |
| 1977 | Yakuza War: The Japanese Don                                              | Szakota Cunejosi                 |                       |
| 1977 | Soul of Chiba                                                             | Sonny                            |                       |
| 1977 | Hokuriku Proxy War                                                        | Kanai Hacsiró                    |                       |
| 1977 | Karate for Life                                                           | Ójama Maszutacu                  |                       |
| 1977 | Gambler's Code of Japan                                                   | Kogure Kacudzsi                  |                       |
| 1977 | Doberman Cop                                                              | Kanó Dzsódzsi                    |                       |
| 1977 | Torakku jaró                                                              | Niimura Dzsódzsi                 |                       |
| 1977 | Golgo 13: Assignment Kowloon                                              | Golgo 13/Duke Tógó               |                       |
| 1977 | Black Jack / The Visitor in the Eye                                       | részeg                           | cameo                 |
| 1978 | Öld meg a sógunt – A sógun szamurájai                                     | Jagjú Dzsúbei Mucijosi           |                       |
| 1978 | Üzenet az űrből                                                           | Hans herceg                      |                       |
| 1978 | Okinawa: The Ten Year War                                                 | Inami Csójú                      |                       |
| 1978 | The Fall of Ako Castle                                                    | Fuva Kazuemon                    |                       |
| 1979 | Dead Angle                                                                | Óta Jószuke                      |                       |
| 1979 | Hunter in the Dark                                                        | Simouni Szamon                   |                       |
| 1979 | The Resurrection of the Golden Wolf                                       | Szakurai Micuhiko                |                       |
| 1979 | G.I. Samurai                                                              | Iba Josiaki                      | akciórendező          |
| 1980 | Virus                                                                     | Dr. Jamaucsi                     |                       |
| 1980 | Öld meg a sógunt – A sógun nindzsái                                       | Siranui Sógen                    | akciórendező          |
| 1981 | Bushido kardja                                                            | Ido herceg                       |                       |
| 1981 | Chanbara Graffiti                                                         |                                  | dokumentumfilm        |
| 1981 | Szamuráj reinkarnáció                                                     | Jagjú Dzsúbei Mucijosi           |                       |
| 1981 | Roaring Fire                                                              | Tacsikava Sunszuke               | akciórendező          |
| 1981 | The Kamikaze Adventurer                                                   | Kamikaze Dauszike                |                       |
| 1981 | The Blazing Valiant                                                       |                                  | akciórendező          |
| 1982 | Fall Guy                                                                  | önmaga                           |                       |
| 1982 | Ninja Wars                                                                | Jagjú Munetosi                   |                       |
| 1983 | Kabamaru the Ninja                                                        | Igano Szaizó                     |                       |
| 1983 | A nyolc szamuráj legendája                                                | Inujama Dószecu                  |                       |
| 1984 | Kotaro to the Rescue                                                      | Moore megyei ezredes             |                       |
| 1985 | The Last True Yakuza                                                      | Kanó Rjózó                       |                       |
| 1986 | Cabaret                                                                   |                                  |                       |
| 1987 | Sure Death 4: Revenge                                                     | Varabeja Bunsicsi                |                       |
| 1989 | Tetsuro Tamba's Large Spiritual World                                     |                                  |                       |
| 1989 | A sógun árnyéka                                                           | Iba Sózaemon                     | akciórendező          |
| 1989 | Sensei                                                                    | Usijama Makoto                   | producer              |
| 1990 | Yellow Fangs                                                              |                                  | rendező producer      |
| 1991 | Gokudo Wars                                                               | Takatsugu Kasai                  |                       |
| 1992 | Fighting Fist                                                             | Jamada főfelügyelő               | rendező               |
| 1992 | Vasmadarak 3.                                                             | Horikosi ezredes                 |                       |
| 1992 | A Mine Field                                                              | Takagi Hiromicsi                 |                       |
| 1992 | The Triple Cross                                                          | Siba                             |                       |
| 1994 | Gyilkosság megbízásból                                                    | Jiro 'J.J.' Jintani              |                       |
| 1995 | Body Count                                                                | Makoto                           |                       |
| 1998 | Viharlovasok                                                              | Lord Conqueror                   |                       |
| 2000 | The Legend of the Flying Swordsman                                        | 'Dagger' Li Jüan-pa (Li Yuan-ba) |                       |
| 2000 | Born to Be King                                                           | Kuszakari Icsio                  |                       |
| 2000 | Csincsiromai (ちんちろまい)                                               | Kuroda Takesi                    |                       |
| 2001 | The Melancholy Hitman                                                     |                                  | csak videón           |
| 2001 | Akumyoh                                                                   | Kurosima Tójózó                  | csak videón           |
| 2001 | Korosi no Gundan                                                          | Mijosi                           | csak videón           |
| 2001 | Korosi no Gundan 2                                                        | Mijosi                           | csak videón           |
| 2002 | Akumyoh 2                                                                 | Kurosima Tójózó                  | csak videón           |
| 2002 | Deadly Outlaw: Rekka                                                      | Hidzsikata Jaszunori             |                       |
| 2002 | Yakuza of Legend: Chapter of Raging Fire                                  |                                  |                       |
| 2002 | Don no micsi 6                                                            | Takagi                           | csak videón           |
| 2003 | Don no micsi 7                                                            | Takagi                           | csak videón           |
| 2003 | Don no micsi 8                                                            | Takagi                           | csak videón           |
| 2003 | New Shadow Warriors                                                       | Hattori Hanzó I                  |                       |
| 2003 | Yakuza of Legend: Chapter of the Setting Sun                              |                                  | csak videón           |
| 2003 | New Shadow Warriors II                                                    | Hattori Hanzó I                  |                       |
| 2003 | Don no micsi 9                                                            | Takagi                           | csak videón           |
| 2003 | Battle Royale II: Requiem                                                 | Mimura Makio                     |                       |
| 2003 | True Kyūshū Yakuza 1                                                      | Óga Iszodzsi                     | csak videón           |
| 2003 | New Shadow Warriors III                                                   | Hattori Hanzó I                  | executive producer    |
| 2003 | Kill Bill 1.                                                              | Hattori Hanzó                    | kendzsucu-koreográfus |
| 2003 | Namisó no Jamamoto-dzsa! Kenka jakjú-hen (浪商のヤマモトじゃ! 喧嘩野球編) |                                  | csak videón           |
| 2004 | New Shadow Warriors IV                                                    | Hattori Hanzó I                  | executive producer    |
| 2004 | Kill Bill 2.                                                              | Hattori Hanzó                    |                       |
| 2004 | Zenidó (銭道)                                                             | Sinkai Kódzsiró                  |                       |
| 2004 | Zenidó 2                                                                  | Sinkai Kódzsiró                  |                       |
| 2004 | Zenidó 3                                                                  | Sinkai Kódzsiró                  |                       |
| 2004 | New Boss of Japan                                                         | Takano Macuo                     | csak videón           |
| 2004 | New Boss of Japan 2                                                       | Takano Macuo                     | csak videón           |
| 2004 | New Boss of Japan 3                                                       | Takano Macuo                     | csak videón           |
| 2004 | Survive Style 5+                                                          | Kazama                           |                       |
| 2004 | Zenidó 4                                                                  | Sinkai Kódzsiró                  | csak videón           |
| 2004 | Explosive City                                                            | Otoszan                          |                       |
| 2004 | Zenidó 5                                                                  | Sinkai Kódzsiró                  | csak videón           |
| 2005 | Zenidó 6                                                                  | Sinkai Kódzsiró                  |                       |
| 2005 | New Shadow Warriors V                                                     | Hattori Hanzó I                  |                       |
| 2005 | New Shadow Warriors VI                                                    | Hattori Hanzó I                  |                       |
| 2005 | Sarutobi Sasuke and the Army of Darkness 3: Wind Chapter                  | Jagjú Dzsúbei Micujosi           |                       |
| 2005 | Sarutobi Sasuke and the Army of Darkness 4: Fire Chapter                  | Jagjú Dzsúbei Micujosi           |                       |
| 2006 | Halálos iramban: Tokiói hajsza                                            | Kamata                           |                       |
| 2006 | Master of Thunder                                                         | Genrjú                           |                       |
| 2006 | The Winds of God: Kamikaze                                                | Óta Nobutada                     |                       |
| 2006 | True Kyūshū Yakuza 2                                                      | Óga Iszodzsi                     | csak videón           |
| 2007 | True Kyūshū Yakuza 3                                                      | Óga Iszodzsi                     | csak videón           |
| 2007 | Ojadzsi (親父)                                                            | Numata Rjúmicsi                  | rendező               |
| 2009 | Szennen no macu (千年の松)                                                |                                  | csak videón           |
| 2009 | Szennen no macu 2                                                         |                                  | csak videón           |
| 2012 | Sura no hanamicsi (修羅の花道)                                            | Szutama Josio                    |                       |
| 2012 | Sura no hanamicsi 2                                                       | Szutama Josio                    | csak videón           |
| 2012 | Gokudó no monshó 18                                                       |                                  | csak videón           |
| 2012 | Sushi Girl                                                                | szusiséf                         |                       |
| 2013 | Nihon tóicu (日本統)                                                      | Gonda Szeizó                     |                       |
| 2013 | Nihon tóicu 2                                                             | Gonda Szeizó                     | csak videón           |
| 2014 | Suura no densó araburu kjó inu (修羅の伝承 荒ぶる凶犬)                    | Akijama Súhei                    |                       |
| 2014 | Kabukichō High School                                                     | Hakkaiszan igazgatótanács elnöke |                       |
| 2014 | Kanto Gokudo Association Part 1                                           |                                  | csak videón           |
| 2015 | Take a Chance                                                             | Mijamoto Muszasi                 |                       |
| 2015 | Kanto Gokudo Association Part 2                                           |                                  | csak videón           |
| 2015 | April Fools                                                               | Bórjokudan vezető                |                       |
| 2015 | So-On: The Five Oyaji                                                     |                                  |                       |
| 2017 | Gokudó tenka fubu Part 1 (極道天下布武 第一幕)                            | Mórija Motonari                  |                       |
| 2017 | Teppen                                                                    |                                  | csak videón           |
| 2017 | Gokudó tenka fubu Part 2                                                  | Mórija Motonari                  |                       |
| 2017 | Teppen 2                                                                  |                                  | csak videón           |
| 2017 | Teppen 3                                                                  |                                  | csak videón           |
| 2017 | Shashin Koshien Summer in 0.5 Seconds                                     | székkészítő                      |                       |
| 2017 | Gokudó tenka fubu Part 4                                                  | Mórija Motonari                  |                       |
| 2021 | Bond of Justice: Kizuna                                                   | Dzsó                             | posztumusz bemutató   |

## Fordítás
- Ez a szócikk részben vagy egészben  a   Sonny Chiba című angol Wikipédia-szócikk fordításán alapul.  Az eredeti cikk szerkesztőit annak laptörténete sorolja fel. Ez a jelzés csupán a megfogalmazás eredetét és a szerzői jogokat jelzi, nem szolgál a cikkben szereplő információk forrásmegjelöléseként.